# Ріанодиновий рецептор
Ріанодинові рецептори (ryanodine receptors, RYRs) — це ліганд-залежні Ca2±канали, що є важливими компонентами кальцієвих сигнальних шляхів у м'язових клітинах. У 1985 р. було виявлено, що рослинний алкалоїд ріанодин із кори Ryania speciosa у концентрації 10−9 — 10−8 ефективно блокує вихід іонів Са2+ із СР, міцно зв'язуючись із невідомими білками саркоплазматичного ретикулуму (СР), які пізніше — через два роки — виділили й назвали ріанодиновими рецепторами. Скорочення скелетних і серцевих м'язів ініціюється, коли Са2+ звільнюється із саркоплазматичного ретикулуму у цитозоль через ріанодинові рецептори.

## Особливості структури
Ріанодинові рецептори є гомотетраметрами (М.м. субодиниці 560 кДа) і мають форму кольорової капусти (висота 18 нм). Цитозольна частина молекули має місця для зв'язування цАДФ-рибози, Са2+, АТФ, а також висококонсервативні залишки для серин/треонінового фосфорилювання. Са2±зв'язувальна ділянка ріанодинового рецептора зумовлює можливість його регуляції внутрішньоклітинними рівнями цього катіона (RyRs активуються при мікромолярних концентраціях кальцію, і інгібуються — при мілімолярних).

## Ізоформи
На сьогодні відомо три основні ізоформи ріанодинового рецептора:
- RYR1 є ізоформою скелетних м'язів;
- RYR2 характерна для серцевого м'язу, але також присутня у деяких нервових клітинах;
- RYR3 міститься у мозку, серцевому м'язі й незбудливих тканинах, наприклад, у клітинах підшлункової залози.

RYR1 і RYR2 мають 60 % гомології.

## Роль ріанодинових рецепторів у стимуляції скорочення скелетного м'язу
При стимуляції м'язових волокон скелетного м'язу в ділянках нервово-м'язового синапсу із пресинаптичних нервових закінчень звільнюється медіатор ацетилхолін, який сполучається із нікотиновими холінорецепторами, розташованими на ПМ постсинаптичної м'язової клітини в ділянці синапса, які одночасно є ліганд-залежними Na±каналами, що відкриваються при зв'язуванні ацетилхоліну. При цьому в цитозоль входять іони Na+ (за градієнтом концентрації та градієнтом заряду), і потенціал на ПМ змінюється від –80 мВ до +40 мВ, тобто відбувається деполяризація мембрани. Деполяризація ПМ спричиняє конформаційні зміни повільних потенціалчутливих Са2±каналів ПМ (Са2±канали L-типу, або дигідропіридинчутливі Са2±канали), які при цьому відкриваються і зумовлюють надходження у цитоплазму м'язових клітин невеликої кількості Са2+ із позаклітинного середовища.
У скелетних м'язах Са2±канали ПМ і ріанодинові рецептори безпосередньо контактують один із одним: приблизно із половиною молекул RYR зв'язано по 4 молекули Са2±каналів ПМ. Використовуючи мутантні форми Са2±каналів ПМ, які були не здатні пропускати Са2+ через ПМ, але могли змінювати свою конформацію під впливом деполяризації, виявили, що для активації RYR достатньо лише потенціал-залежної зміни конформації Са2±каналів ПМ. У той же час Са2+ необхідний для активації тих RYR, які не мають безпосереднього зв'язку із тетрадами Са2±каналів.

## Роль ріанодинових рецепторів у стимуляції скорочення серцевого м'язу
У серцевому м'язі лише невелика частина RYR зв'язана із Са2±каналами ПМ (1 RYR — 2 Са2±канали), і взагалі не виявлено міцних контактів RYR із ПМ. Тому в серцевому м'язі діє інший механізм активації RYR — Са2±індуковане звільнення Са2+. При деполяризації ПМ кардіоміоцитів активуються потенціалчутливі Са2±канали ПМ, і в цитоплазму надходить невелика кількість Са2+ із позаклітинного середовища («тригерний Са2+»), якого недостатньо для забезпечення м'язового скорочення, але який активує RYR, через які із ретикулуму звільнюється основна кількість Са2+, потрібного для скорочення серцевого м'язу — це явище отримало назву Са2±індукованого звільнення Са2+. Таким чином, у скелетному м'язі в передачі сигналу від ПМ до СР відіграє роль зміна конформації Са2±каналів ПМ, а в серцевому м'язі посередником є сам Са2+.

## Роль ріанодинових рецепторів у стимуляції скорочення гладенького м'язу
У гладеньких м'язах, як і у серцевому, спостерігається Са2±індуковане звільнення Са2+, але у звільненні Са2+ із СР беруть участь не лише RYR, але й рецептори до вторинного месенджера інозитол-1,4,5-трифосфату. При деполяризації ПМ клітин гладеньких м'язів активуються потенціалзалежні Са2±канали, і Са2+, що через них входить, активує RYR. У той же час скорочення гладеньких м'язів може відбуватися і без деполяризації ПМ, через вплив гормонів і фосфоінозитидний шлях.
При цьому інозитол-1,4,5-трифосфат спричиняє вихід Са2+ із СР, і вже цей Са2+ може активувати RYR, спричиняючи звільнення додаткових кількостей Са2+.

## циклічна АДФ-рибоза (цАДФ-рибоза) й ріанодинові рецептори
Фізіологічним активатором RYR2 і RYR3, а також RYR нем'язових тканин, для яких не характерна деполяризація ПМ, зокрема, ріанодин-чутливого Са2±каналу яйцеклітин морських їжаків, є циклічна АДФ-рибоза − найпотужніший із відомих Са2±звільнювальних агентів, виявлений у 1987 р. Хон-Ченг Лі.